# Debbie Graham
Pour les articles homonymes, voir Graham.
Debbie Graham (née le 25 août 1970 à Walnut Creek, Californie) est une joueuse de tennis américaine, professionnelle de la fin des années 1980 à 2002.
En 1991, elle a atteint le 3e tour à Roland-Garros (battue par Naoko Sawamatsu), sa meilleure performance en simple dans une épreuve du Grand Chelem.
Debbie Graham a remporté cinq tournois WTA pendant sa carrière, tous en double dames.

## Palmarès

### Titre en simple dames
Aucun

### Finale en simple dames
| No | Date       | Nom et lieu du tournoi | Catégorie | Dotation  | Surface      | Vainqueure     | Score    |          |
| -- | ---------- | ---------------------- | --------- | --------- | ------------ | -------------- | -------- | -------- |
| 1  | 26/04/1993 | Ilva Trophy, Tarente   | Tier IV   | 100 000 $ | Terre (ext.) | Brenda Schultz | 7-6, 6-2 | Parcours |

### Titres en double dames
| No | Date       | Nom et lieu du tournoi           | Catégorie | Dotation  | Surface         | Partenaire      | Finalistes                    | Score         |          |
| -- | ---------- | -------------------------------- | --------- | --------- | --------------- | --------------- | ----------------------------- | ------------- | -------- |
| 1  | 26/04/1993 | Ilva Trophy Tarente              | Tier IV   | 100 000 $ | Terre (ext.)    | Brenda Schultz  | Petra Langrová Mercedes Paz   | 6-0, 6-4      | Parcours |
| 2  | 26/07/1993 | Puerto Rico Open San Juan        | Tier IV   | 150 000 $ | Dur (ext.)      | Ann Grossman    | Gigi Fernández Rennae Stubbs  | 5-7, 7-5, 7-5 | Parcours |
| 3  | 06/05/1996 | Lotto Open Budapest              | Tier IV   | 107 500 $ | Terre (ext.)    | Katrina Adams   | Radka Bobková Eva Melicharová | 6-3, 7-6      | Parcours |
| 4  | 21/10/1996 | Challenge Bell Québec            | Tier III  | 164 250 $ | Moquette (int.) | Brenda Schultz  | Amy Frazier Kimberly Po       | 6-1, 6-4      | Parcours |
| 5  | 12/05/1997 | Welsh International Open Cardiff | Tier IV   | 107 500 $ | Terre (ext.)    | Kerry-Anne Guse | Julie Pullin Lorna Woodroffe  | 6-3, 6-4      | Parcours |

### Finales en double dames
| No | Date       | Nom et lieu du tournoi           | Catégorie | Dotation  | Surface         | Vainqueures                      | Partenaire      | Score         |          |
| -- | ---------- | -------------------------------- | --------- | --------- | --------------- | -------------------------------- | --------------- | ------------- | -------- |
| 1  | 24/07/1989 | OTB Open Schenectady             | Tier V    | 75 000 $  | Dur (ext.)      | Michelle Jaggard Hu Na           | Sandra Birch    | 6-3, 6-2      | Parcours |
| 2  | 10/05/1993 | German Open Berlin               | Tier I    | 750 000 $ | Terre (ext.)    | Gigi Fernández Natasha Zvereva   | Brenda Schultz  | 6-1, 6-3      | Parcours |
| 3  | 13/09/1993 | Digital Open Hong Kong           | Tier IV   | 100 000 $ | Dur (ext.)      | Karin Kschwendt Rachel McQuillan | Marianne Werdel | 1-6, 7-6, 6-2 | Parcours |
| 4  | 19/02/1996 | IGA Tennis Classic Oklahoma City | Tier III  | 164 250 $ | Dur (int.)      | Chanda Rubin Brenda Schultz      | Katrina Adams   | 6-4, 6-3      | Parcours |
| 5  | 01/11/1999 | Challenge Bell Québec            | Tier III  | 180 000 $ | Moquette (int.) | Amy Frazier Katie Schlukebir     | Cara Black      | 6-2, 6-3      | Parcours |

## Parcours en Grand Chelem

### En simple dames
| Année | Open d'Australie | Open d'Australie  | Internationaux de France | Internationaux de France | Wimbledon       | Wimbledon          | US Open         | US Open              |
| ----- | ---------------- | ----------------- | ------------------------ | ------------------------ | --------------- | ------------------ | --------------- | -------------------- |
| 1988  | -                | -                 | -                        | -                        | -               | -                  | 1er tour (1/64) | Ann Henricksson      |
| 1989  | -                | -                 | -                        | -                        | 1er tour (1/64) | Carrie Cunningham  | -               | -                    |
| 1990  | -                | -                 | -                        | -                        | -               | -                  | 2e tour (1/32)  | Manuela Maleeva      |
| 1991  | -                | -                 | 3e tour (1/16)           | Naoko Sawamatsu          | 1er tour (1/64) | Marianne Werdel    | 2e tour (1/32)  | Martina Navrátilová  |
| 1992  | 1er tour (1/64)  | Katerina Maleeva  | 1er tour (1/64)          | Jana Novotná             | 2e tour (1/32)  | Patty Fendick      | 1er tour (1/64) | Natasha Zvereva      |
| 1993  | 2e tour (1/32)   | Claudia Porwik    | 1er tour (1/64)          | Natasha Zvereva          | 1er tour (1/64) | Natalia Medvedeva  | 1er tour (1/64) | Gigi Fernández       |
| 1994  | 2e tour (1/32)   | Rachel McQuillan  | -                        | -                        | 1er tour (1/64) | Inés Gorrochategui | 1er tour (1/64) | Katarína Studeníková |
| 1995  | 1er tour (1/64)  | Lindsay Davenport | 2e tour (1/32)           | Anna Smashnova           | 1er tour (1/64) | Kyoko Nagatsuka    | -               | -                    |
| 1996  | -                | -                 | -                        | -                        | -               | -                  | 2e tour (1/32)  | Judith Wiesner       |

À droite du résultat, l’ultime adversaire.

### En double dames
| Année | Open d'Australie              | Open d'Australie           | Internationaux de France      | Internationaux de France   | Wimbledon                    | Wimbledon                 | US Open                      | US Open                    |
| ----- | ----------------------------- | -------------------------- | ----------------------------- | -------------------------- | ---------------------------- | ------------------------- | ---------------------------- | -------------------------- |
| 1990  | -                             | -                          | -                             | -                          | -                            | -                         | 1er tour (1/32) Sandra Birch | C. Porwik W. Probst        |
| 1991  | -                             | -                          | -                             | -                          | -                            | -                         | 2e tour (1/16) S. McCarthy   | M. L. Piatek Lise Gregory  |
| 1992  | 1er tour (1/32) Kimberly Po   | MJ Fernández Zina Garrison | 1er tour (1/32) G. Helgeson   | A. Coetzer Gorrochategui   | 1er tour (1/32) G. Helgeson  | K. Maleeva B. Rittner     | 1er tour (1/32) B. Schultz   | Sandy Collins S. Rehe      |
| 1993  | 1er tour (1/32) Robin White   | Pam Shriver E. Smylie      | 3e tour (1/8) B. Schultz      | Katrina Adams M. Bollegraf | 1er tour (1/32) B. Schultz   | Yayuk Basuki Mercedes Paz | 3e tour (1/8) B. Schultz     | G. Fernández N. Zvereva    |
| 1994  | 1/4 de finale M. Bollegraf    | G. Fernández N. Zvereva    | -                             | -                          | 2e tour (1/16) B. Schultz    | Jana Novotná A. Sánchez   | -                            | -                          |
| 1995  | 3e tour (1/8) S. Stafford     | M. Bollegraf L. Neiland    | 1er tour (1/32) Hetherington  | Åsa Svensson A. Fusai      | 1er tour (1/32) Hetherington | M. de Swardt Iva Majoli   | -                            | -                          |
| 1996  | -                             | -                          | 1er tour (1/32) Radka Bobková | A. Fusai Mercedes Paz      | 2e tour (1/16) Mercedes Paz  | W. Probst C. Singer       | 3e tour (1/8) K. Radford     | G. Fernández N. Zvereva    |
| 1997  | 3e tour (1/8) K. Radford      | G. Fernández A. Sánchez    | 1er tour (1/32) K. Radford    | E. Curutchet S. Georges    | 2e tour (1/16) K. Radford    | L. Davenport Jana Novotná | 2e tour (1/16) M. de Swardt  | C. Martínez P. Tarabini    |
| 1998  | -                             | -                          | 3e tour (1/8) M. de Swardt    | L. Davenport N. Zvereva    | 1/2 finale M. de Swardt      | L. Davenport N. Zvereva   | 3e tour (1/8) M. de Swardt   | Lisa Raymond Rennae Stubbs |
| 1999  | 1er tour (1/32) Katrina Adams | Gorrochategui Steffi Graf  | 1er tour (1/32) L. Montalvo   | Silvia Farina K. Habšudová | 1er tour (1/32) Lori McNeil  | K. Boogert A. Sidot       | 1er tour (1/32) Els Callens  | A. Coetzer Gorrochategui   |
| 2000  | 1/4 de finale Nana Miyagi     | M. Hingis Mary Pierce      | -                             | -                          | -                            | -                         | 2e tour (1/16) K. Srebotnik  | Anke Huber B. Schett       |

Sous le résultat, la partenaire ; à droite, l’ultime équipe adverse.

### En double mixte
| Année | Open d'Australie              | Open d'Australie         | Internationaux de France    | Internationaux de France  | Wimbledon                     | Wimbledon                  | US Open                       | US Open                     |
| ----- | ----------------------------- | ------------------------ | --------------------------- | ------------------------- | ----------------------------- | -------------------------- | ----------------------------- | --------------------------- |
| 1991  | -                             | -                        | 1er tour (1/32) Jim Grabb   | N. Housset R. Gilbert     | -                             | -                          | 1er tour (1/16) Jared Palmer  | R. Fairbank S. Melville     |
| 1992  | -                             | -                        | -                           | -                         | 1/4 de finale J. Stark        | M. Oremans Jacco Eltingh   | -                             | -                           |
| 1993  | -                             | -                        | 1/4 de finale Van Emburgh   | E. Smylie J. Fitzgerald   | -                             | -                          | 1er tour (1/16) S. Melville   | Katrina Adams Rikard Bergh  |
| 1994  | 1er tour (1/16) Scott Davis   | E. Maniokova David Adams | -                           | -                         | 1er tour (1/32) P. Galbraith  | Elna Reinach Danie Visser  | 1er tour (1/16) Ken Flach     | N. Medvedeva H. J. Davids   |
| 1995  | 2e tour (1/8) S. Melville     | N. Zvereva Rick Leach    | -                           | -                         | 2e tour (1/16) Scott Davis    | L. Davenport Grant Connell | -                             | -                           |
| 1996  | -                             | -                        | 1er tour (1/32) Scott Davis | Amy Frazier T. Kronemann  | 1er tour (1/32) M. Huning     | Linda Wild Jim Grabb       | 1er tour (1/16) Jack Waite    | M. Hingis van Rensburg      |
| 1997  | 1er tour (1/16) Peter Nyborg  | K. Guse Piet Norval      | 3e tour (1/8) E. Ferreira   | M. Oremans H. J. Davids   | 1er tour (1/32) Jim Grabb     | B. Rittner K. Braasch      | 1er tour (1/16) Jim Grabb     | A. Kournikova Philippoussis |
| 1998  | -                             | -                        | 1er tour (1/32) Luke Jensen | Rika Hiraki Paul Kilderry | 1er tour (1/32) Luke Jensen   | P. Schnyder K. Braasch     | 1/2 finale Sandon Stolle      | S. Williams Max Mirnyi      |
| 1999  | 1/2 finale E. Ferreira        | M. de Swardt David Adams | 3e tour (1/8) E. Ferreira   | De Villiers G. Stafford   | 1er tour (1/32) Brian MacPhie | M. Bollegraf Pablo Albano  | 1er tour (1/16) Sandon Stolle | L. Neiland Rick Leach       |
| 2000  | 1er tour (1/16) Wayne Arthurs | Kimberly Po D. Johnson   | -                           | -                         | -                             | -                          | -                             | -                           |

Sous le résultat, le partenaire ; à droite, l’ultime équipe adverse.

## Parcours en Coupe de la Fédération
| #                                                                       | Date       | Lieu      | Surface      | Gagnante(s)                | Perdante(s)                          | Score         |          |
|                                                                         |            |           |              |                            |                                      |               |          |
| 1992 - 1er tour (groupe mondial) - Grande-Bretagne - États-Unis - 0 : 3 |            |           |              |                            |                                      |               |          |
| 1                                                                       | 13/07/1992 | Francfort | Terre (ext.) | Debbie Graham Pam Shriver  | Jo Durie Clare Wood                  | 6-4, 7-66     | Parcours |
|                                                                         |            |           |              |                            |                                      |               |          |
| 1992 - 2e tour (groupe mondial) - Danemark - États-Unis - 0 : 3         |            |           |              |                            |                                      |               |          |
| 2                                                                       | 15/07/1992 | Francfort | Terre (ext.) | Debbie Graham Pam Shriver  | Henriette Kjaer Karin Ptaszek        | 6-4, 6-2      | Parcours |
|                                                                         |            |           |              |                            |                                      |               |          |
| 1992 - 1/2 finale (groupe mondial) - Allemagne - États-Unis - 2 : 1     |            |           |              |                            |                                      |               |          |
| 3                                                                       | 18/07/1992 | Francfort | Terre (ext.) | Debbie Graham Pam Shriver  | Sabine Hack Barbara Rittner          | 6-2, 6-2      | Parcours |
|                                                                         |            |           |              |                            |                                      |               |          |
| 1993 - 1er tour (groupe mondial) - États-Unis - Suisse - 3 : 0          |            |           |              |                            |                                      |               |          |
| 4                                                                       | 20/07/1993 | Francfort | Terre (ext.) | Debbie Graham Ann Grossman | Joana Manta Emanuela Zardo           | 6-3, 6-1      | Parcours |
|                                                                         |            |           |              |                            |                                      |               |          |
| 1993 - 1/4 de finale (groupe mondial) - États-Unis - Argentine - 1 : 2  |            |           |              |                            |                                      |               |          |
| 5                                                                       | 22/07/1993 | Francfort | Terre (ext.) | Debbie Graham Ann Grossman | Inés Gorrochategui Patricia Tarabini | 6-3, 3-0, ab. | Parcours |

## Classements WTA en fin de saison

### En simple
| Année | 1988 | 1989 | 1990 | 1991 | 1992 | 1993 | 1994 | 1995 | 1996 | 1997 | 1998 | 1999 |
| Rang  | 139  | 256  | 121  | 42   | 51   | 65   | 67   | 129  | 122  | 446  | 283  | 478  |

Source : (en) « Classements de Debbie Graham », sur le site officiel du WTA Tour

### En double
| Année | 1990 | 1991 | 1992 | 1993 | 1994 | 1995 | 1996 | 1997 | 1998 | 1999 | 2000 | 2001 |
| Rang  | 393  | 176  | 107  | 26   | 29   | 97   | 34   | 32   | 34   | 59   | -    | 365  |

Source : (en) « Classements de Debbie Graham », sur le site officiel du WTA Tour